# إدواردو سميث
إدواردو سميث (23 فبراير 1966 الإكوادور الإكوادور - ) هو لاعب كرة قدم إكوادوري يلعب كلاعب وسط.

## روابط خارجية
- إدواردو سميث على موقع الاتحاد الدولي (مؤرشف)  (الإنجليزية)
- إدواردو سميث على موقع قاعدة بيانات كرة القدم.إي يو (الإنجليزية)
- إدواردو سميث على موقع ناشيونال فوتبول تيمز (الإنجليزية)